# Эшенмозер, Альберт
Альберт Эшенмозер (нем. Albert Eschenmoser; 5 августа 1925, Эрстфельд, Ури — 14 июля 2023) — швейцарский учёный-химик, специалист в области органической химии. В 1973 году команда учёных, руководимая Альбертом Эшенмозером и Робертом Вудвордом, синтезировала витамин B12.
Членство: Национальная академия наук США (1973), Американская академия искусств и наук, Европейская Академия, Хорватская академия наук и искусств, Гёттингенская академия наук, Лондонское королевское общество (1986), Папская академия наук (1986), Леопольдина (1976). Член-корреспондент Хорватской академии наук и искусств (1994).

## Награды и отличия
- 1968 — Лекции 3M
- 1969 — Премия столетия
- 1974 — Австрийский почётный знак «За науку и искусство»
- 1976 — Премия Роберта Робинсона[нем.]
- 1978 — Медаль Дэви
- 1984 — Премия имени Артура Коупа
- 1986 — Премия Вольфа по химии
- 1991 — Медаль Котениуса
- 1991 — Мемориальные лекции Вейцмана
- 1999 — Премия Парацельса[нем.]
- 2001 — Гранд-медаль
- 2002 — Медаль Опарина[англ.]
- 2004 — Медаль Ф. А. Коттона[нем.]
- 2004 — Золотая медаль Дерека Бартона[нем.]
- 2008 — Медаль Бенджамина Франклина
- 2008 — Золотая медаль Пауля Каррера[англ.]